# Округ Тајтус (Тексас)
Округ Тајтус (енгл. Titus County) је округ у америчкој савезној држави Тексас. По попису из 2010. године број становника је 32.334.

## Демографија
Према попису становништва из 2010. у округу је живело 32.334 становника, што је 4.216 (15,0%) становника више него 2000. године.
| Група             | 2000.          | 2010.          |
| Белци             | 16.782 (59,7%) | 15.904 (49,2%) |
| Афроамериканци    | 3.008 (10,7%)  | 3.091 (9,6%)   |
| Азијати           | 122 (0,4%)     | 237 (0,7%)     |
| Хиспаноамериканци | 7.960 (28,3%)  | 12.799 (39,6%) |
| Укупно            | 28.118         | 32.334         |